# Joe Locke
Joseph William Locke (* 24. září 2003 Douglas), známý především jako Joe Locke, je manský herec. Proslul rolí Charlieho Springa v televizním seriálu Srdcerváči (2022) společnosti Netflix.

## Raný život a vzdělání
Locke navštěvoval střední školu Ballakermeen High School. V dubnu 2022 řekl v pořadu This Morning na televizi ITV, že se připravuje na zkoušky A-level (z politiky, historie a angličtiny).
Ještě na střední škole Locke spolu se třemi spolužáky předložil vládním úředníkům petici, aby prozkoumali možnost přijetí syrských uprchlíků na ostrově Man.

## Kariéra
Zúčastnil se festivalu National Theatre Connections 2020, inscenací v manském divadle Gaiety Theatre a v mládežnické skupině Kensington Art Centre.
V dubnu 2021 bylo oznámeno, že Locke bude hrát hlavní postavu Charlese „Charlieho“ Springa ve své debutové televizní roli po boku Kita Connora v seriálu Srdcerváči společnosti Netflix z roku 2022, který je adaptací stejnojmenného webového komiksu a grafického románu Alice Osemanové, a byl vybrán z 10 000 dalších potenciálních herců, kteří se o roli ucházeli prostřednictvím otevřeného castingu. Zatímco Lockovi bylo v době natáčení 17 let, v roli si zahrál 14–15letého studenta anglického chlapeckého gymnázia. Locke hovořil o svých zkušenostech mladého gaye z ostrova Man a jejich paralelách s Charlieho příběhem v seriálu.

## Filmografie
| Rok       | Název                   | Role                            | Poznámky             |
| --------- | ----------------------- | ------------------------------- | -------------------- |
| 2022–2024 | Srdcerváči              | Charles „Charlie“ Spring        | Hlavní role; 16 dílů |
| 2024      | Agatha za vším schovaná | William Kaplan / Billy Maximoff | Vedlejší role        |